# Epipactis thunbergii
Epipactis thunbergii là một loài thực vật có hoa trong họ Lan. Loài này được A.Gray mô tả khoa học đầu tiên năm 1856.

## Hình ảnh

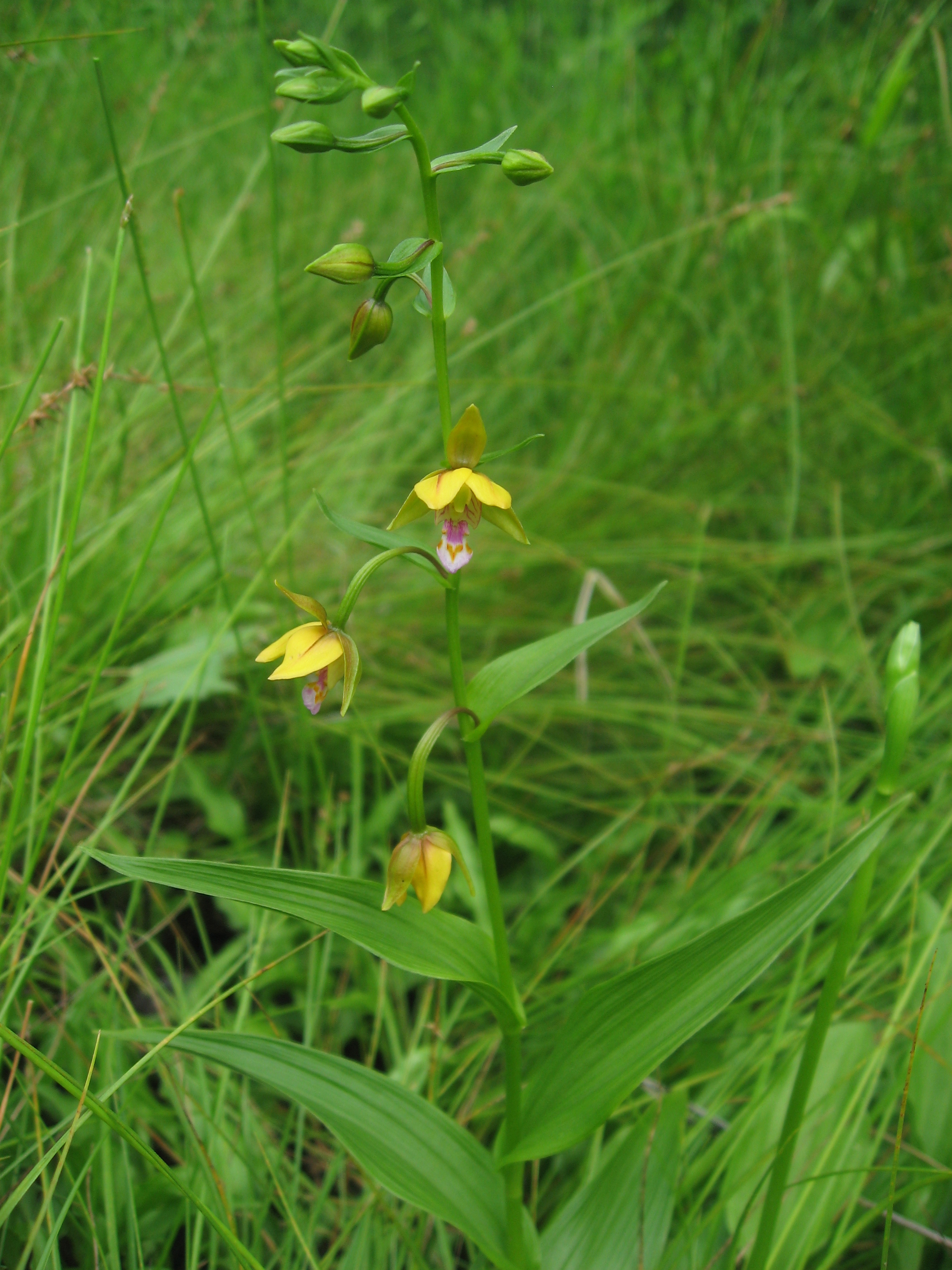
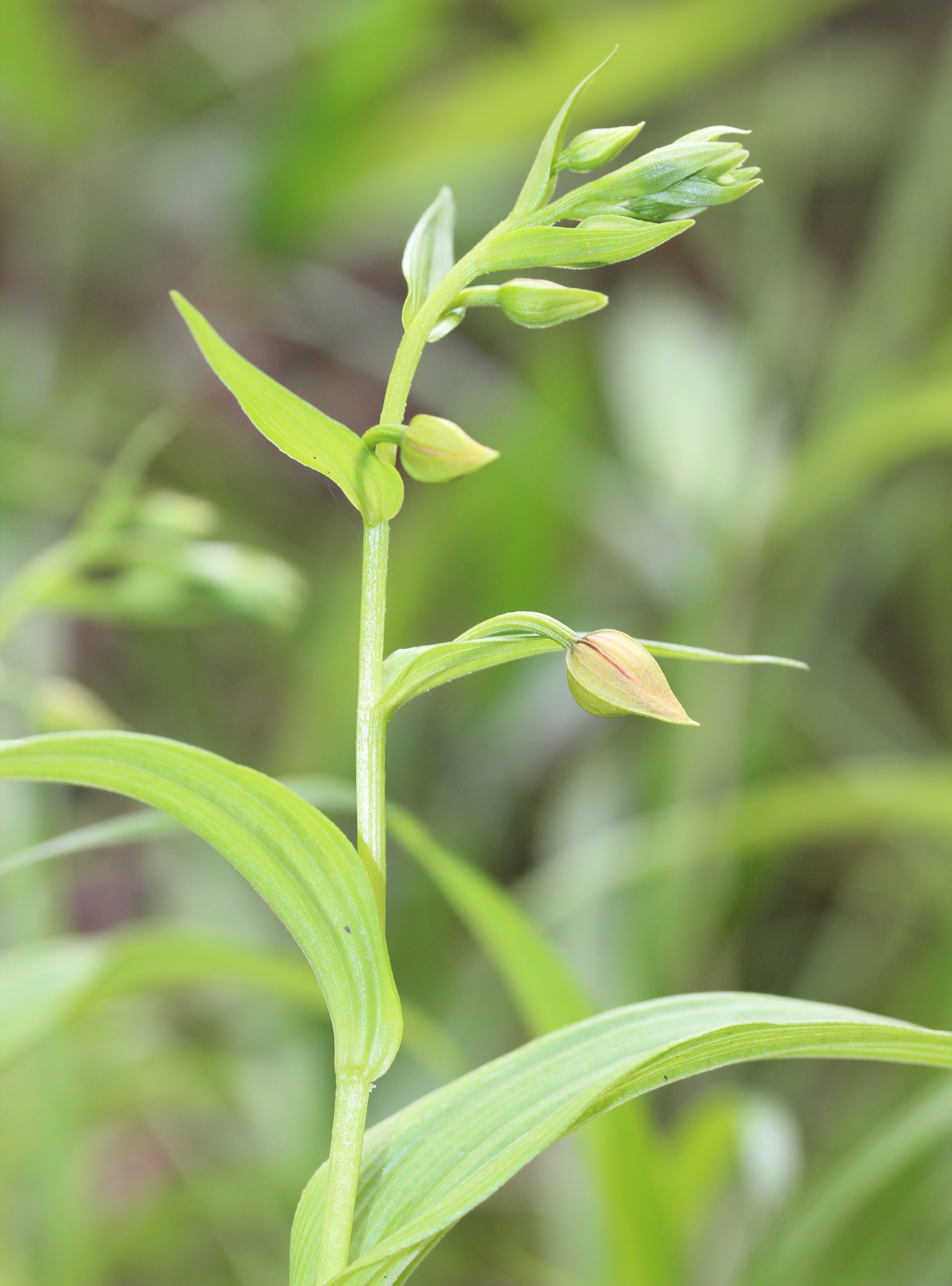
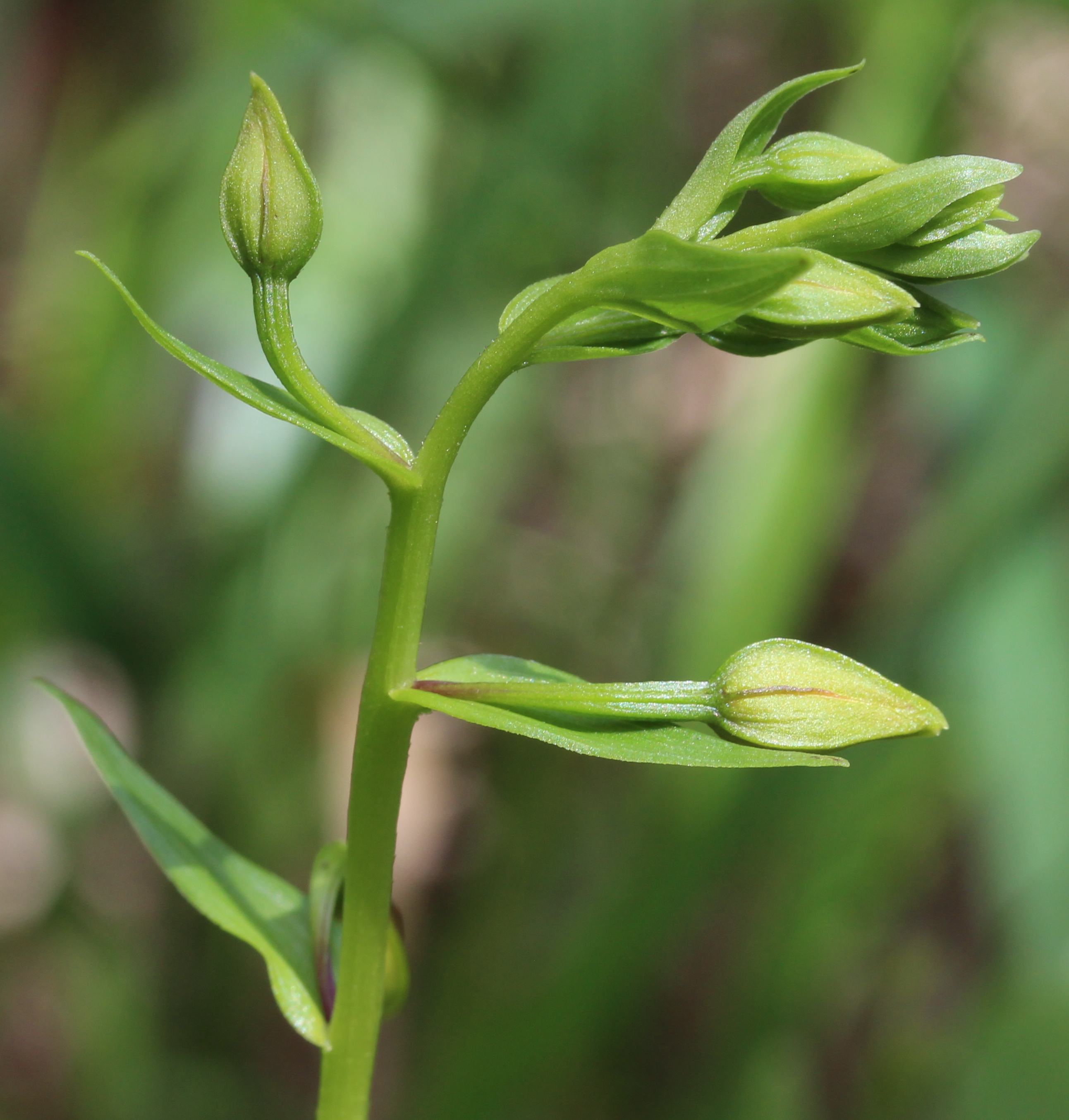
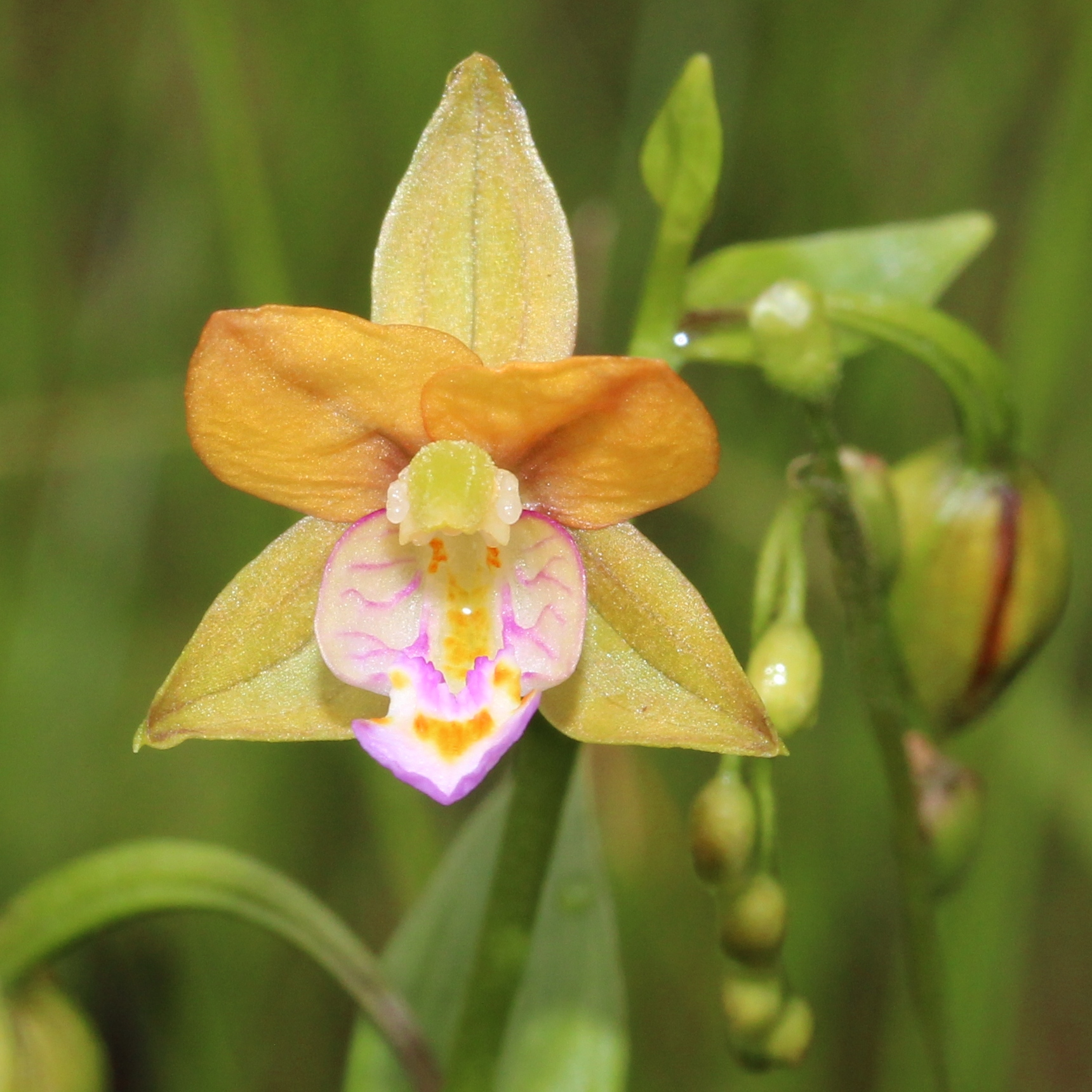